# Palácio Imperial de Tóquio

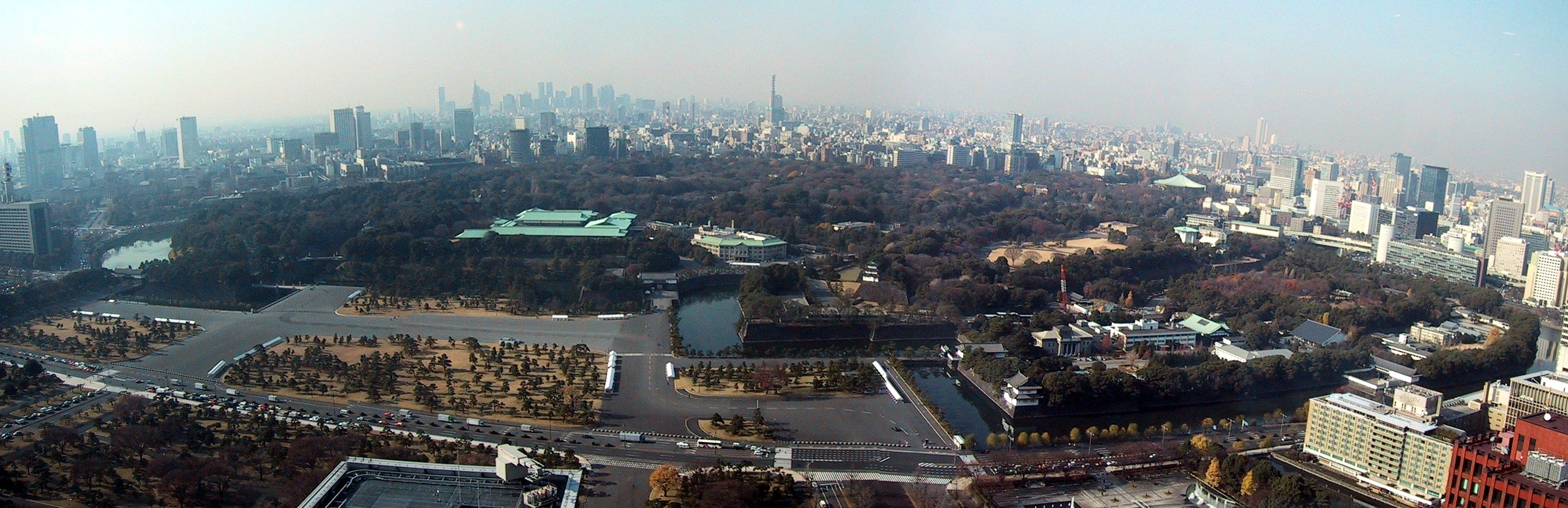
Panorama do Palácio Imperial em Tóquio.

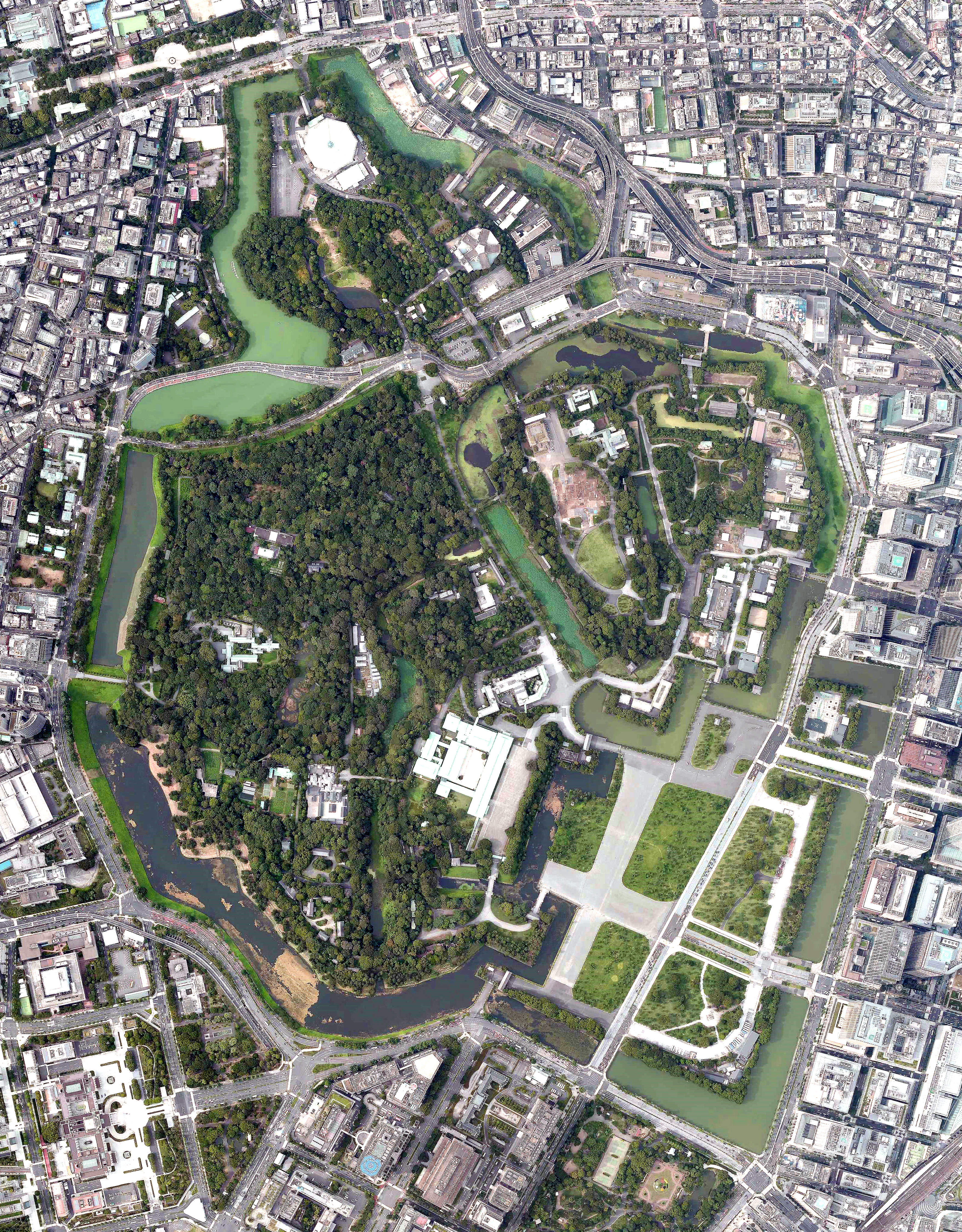
Fotografia aérea do Palácio Imperial do Japão em 2019.

O Palácio Imperial de Tóquio (em japonês: 皇居, kōkyo, literalmente: residência imperial), também conhecido como Palácio Imperial do Japão, é a residência oficial do Imperador do Japão. É uma grande área e parque localizado no distrito de Chiyoda, em Tóquio e contém diversos prédios importantes, incluindo o palácio principal (宮殿 Kyūden), as residências privadas da família imperial, um arquivo, museus e escritórios administrativos.

## História

### Castelo de Edo
Após o fim do xogunato e da Restauração Meiji, os habitantes incluindo o Xogun Tokugawa Yoshinobu, foram obrigados a desocupar as instalações do Castelo de Edo. Deixando o Palácio Imperial de Quioto em 26 de novembro de 1868, o imperador chegou ao Castelo de Edo, fazendo do mesmo sua nova residência e renomeando-o Castelo de Tōkei (東京城 Tōkei-jō). Nesse período Tóquio era chamado também de Tōkei. Ele partiu para Quioto novamente, retornando em 9 de maio de 1869, renomeando o castelo para Castelo Imperial (皇城 Kōjō).
Incêndios anteriores haviam destruído a área de Honmaru, contendo o velho donjon (que queimou no incêndio de Meireki, em 1657). N noite de 5 de maio de 1893, um incêndio consumiu o Palácio Nishinomaru (antiga residência do Xogum), e o novo castelo do Palácio Imperial (宮城 Kyūjō) foi construído no local em 1888.

### Antigo palácio

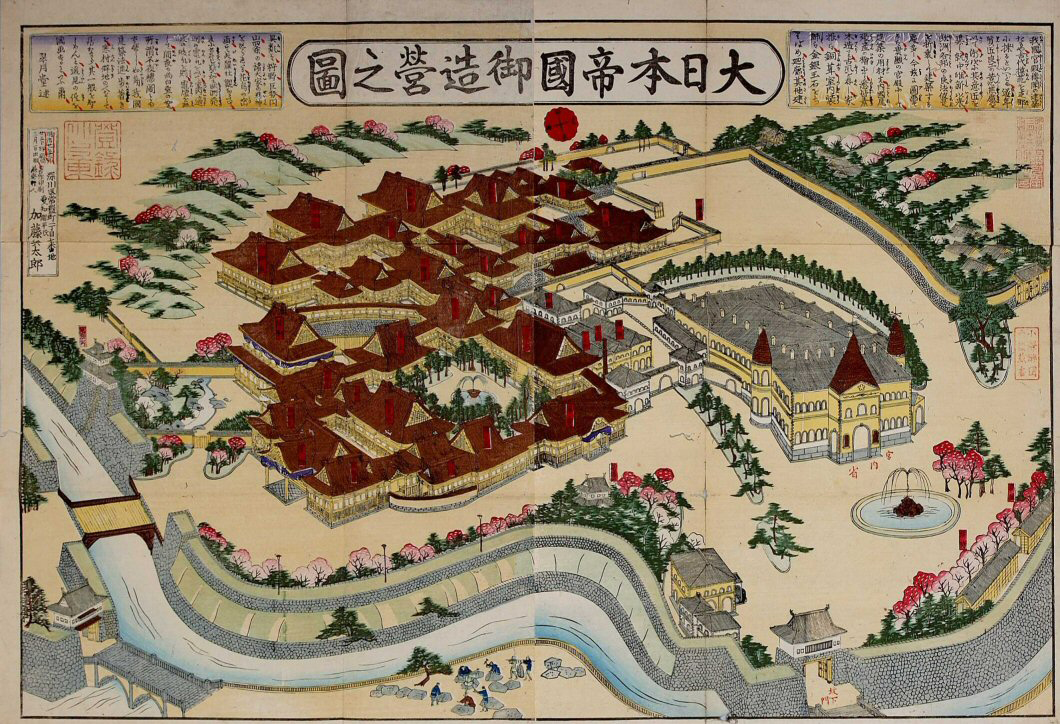
O Kyūden (宮殿) logo após sua conclusão no final de 1800.

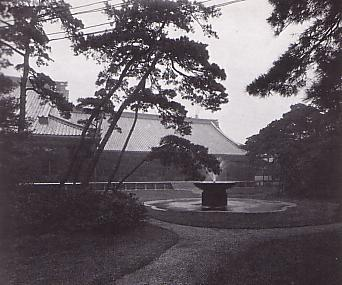
Estruturas do palácio na Era Meiji, destruídas durante a Segunda Guerra Mundial

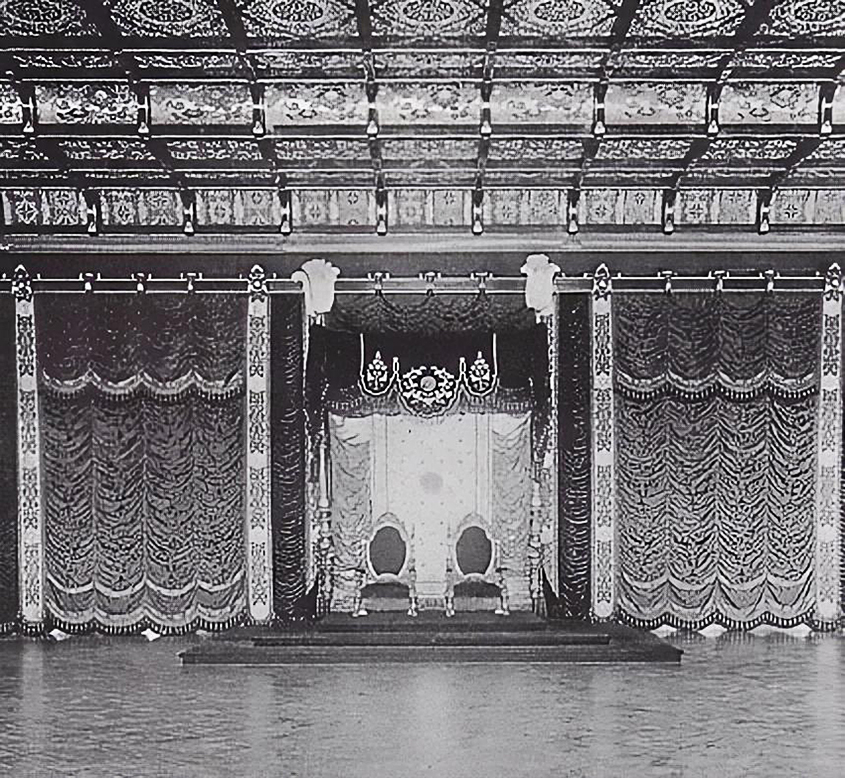
Sala do trono do Palácio na era Meiji, destruída durante a Segunda Guerra Mundial.

Na era Meiji, mais estruturas do Castelo de Edo desapareceram. Algumas foram demolidas para dar lugar a novas construções, outras foram destruídas por terremotos e incêndios. Por exemplo, as pontes duplas de madeira (二重橋 Nijūbashi) por cima do poço foram substituídas por pontes de pedra e ferro. Os edifícios do Palácio Imperial na era Meiji eram construídos em madeira, O desenho incorporava o exterior com a tradicional arquitetura japonesa enquanto os interiores eram uma mistura eclética ente a elegância japonesa e elementos europeus. O teto das grandes câmaras eram decorados com elementos japoneses; enquanto mesas e cortinas pesadas dividiam os espaços. Os pisos da salas públicas tinham tapetes, enquanto os espaços residenciais usavam os tatames tradicionais.
O salão de audiências principal era a parte central do palácio. Era o maior edifício na composição. Os convidados eram recebidos lá para eventos públicos. O espaço possuía mais de 223 tsubo ou aproximadamente 737,25 m². No interior, o teto decorado no estilo tradicional japonês, enquanto o chão possuía parquetes. A cobertura era similar a do Palácio Imperial em Quioto, mas era coberta por placas de cobre (à prova de fogo) ao invés de telhas de cipreste japonês.
No fim do período Taishō e início do período Shōwa, mais edifícios de concreto foram adicionados, como a sede da Agência da Casa Imperial e do Conselho Privado. Essas estruturas exibem apenas elementos japoneses simbólicos.
De 1888 a 1948, a composição foi chamada de Palácio Castelo (宮城 Kyūjō). Na noite de 25 de maio de 1945, a maioria das estruturas do Palácio Imperial foram destruídas durante o bombardeamento de Tóquio. De acordo com o piloto americano Richard Lineberger, o Palácio do Imperador foi o alvo da sua missão especial em 29 de julho de 1945, e foi atingido com bombas de 2000 libras (907 quilogramas aproximadamente).  Em agosto de 1945, no fim da Segunda Guerra Mundial, o Imperador Shōwa se encontrou com o seu Conselho Privado e fez as escolhas que culminariam na rendição do Japão em um abriga antiaéreo subterrâneo nos terrenos do palácio, referido como Biblioteca de Sua Majestade (御文庫附属室 Obunko Fuzokushitsu).
Devido a grande destruiçao do palácio da era Meiji, um novo palácio principal (宮殿 Kyūden) e as residências foram construídos na parte ocidental na década de 1960. A área foi renomeada Residência Imperial (皇居 Kōkyo) em 1948, enquanto a parte oriental foi renomeada para Jardins do Leste (御苑 御苑 Higashi-Gyoen) e se tornou um parque público em 1968.

#### Imagens do interior do antigo palácio

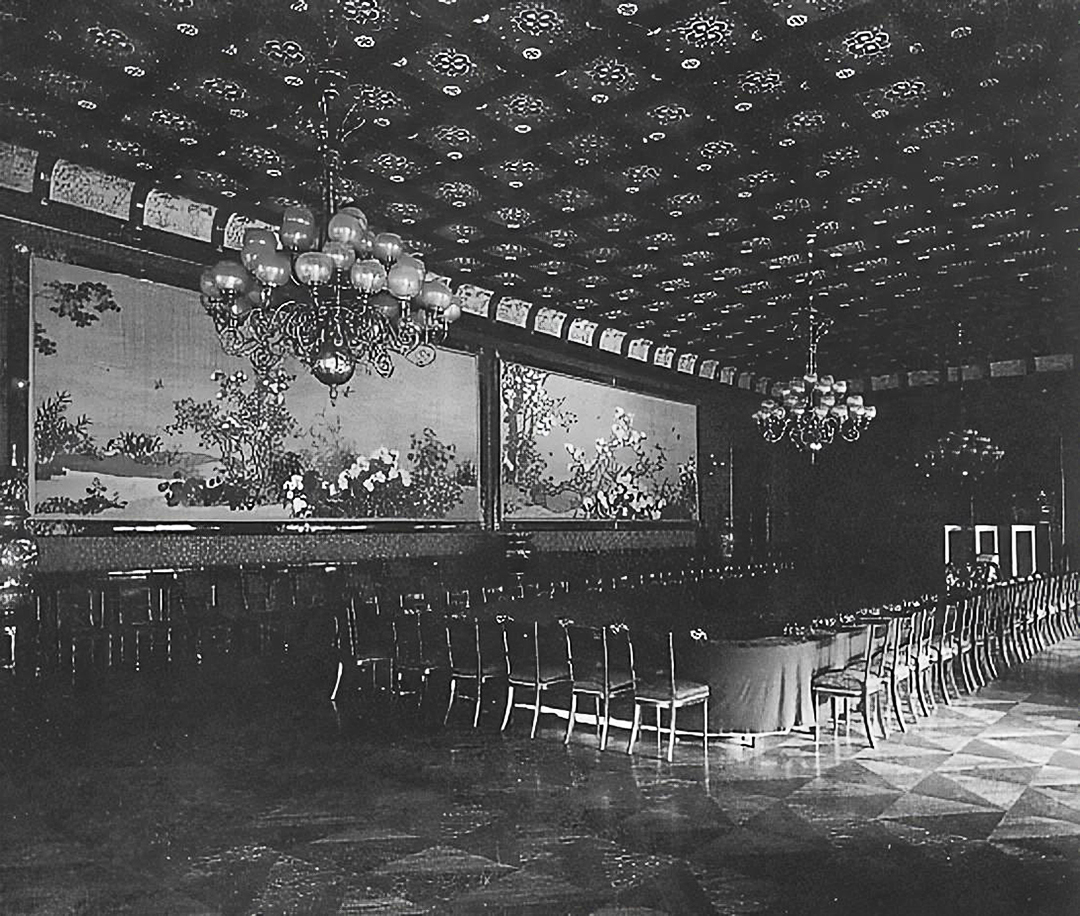
Higashidamari-no-Ma
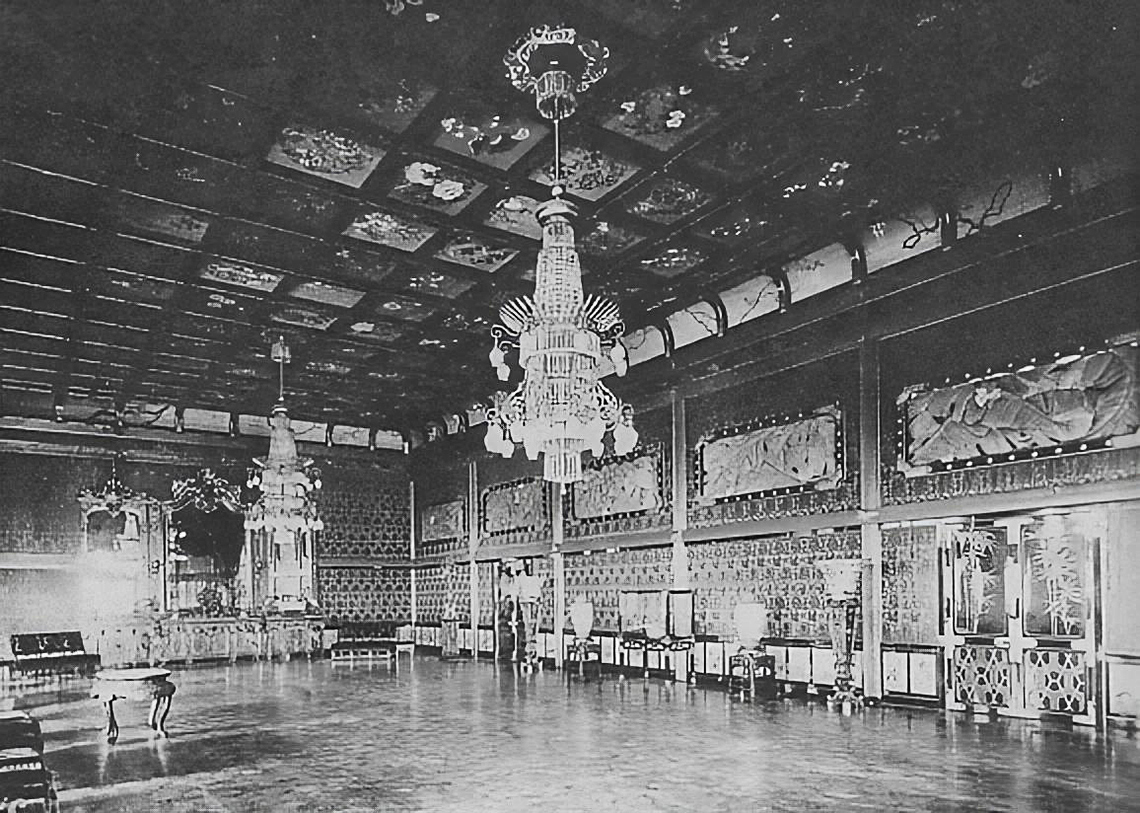
Chigusa-no-Ma
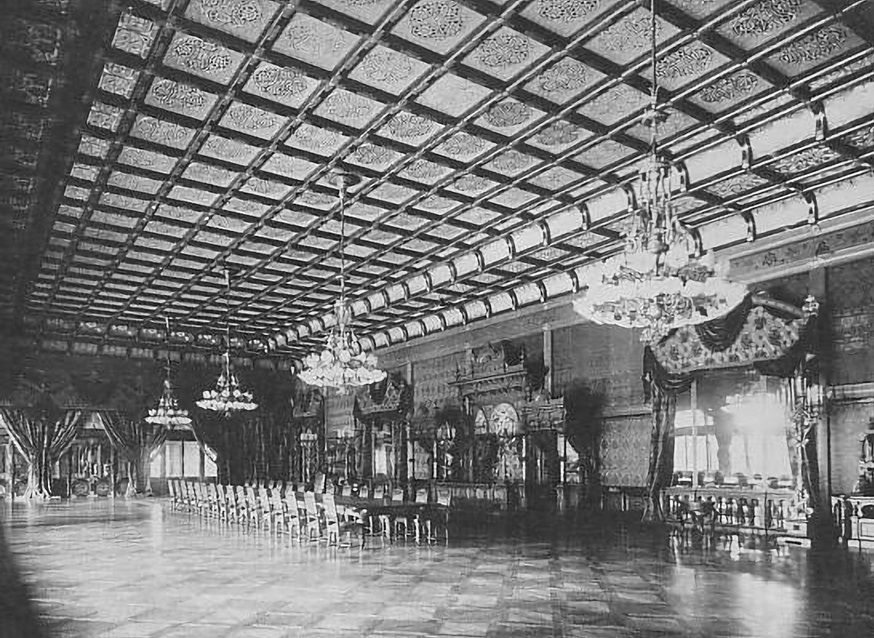
Houmei-Den
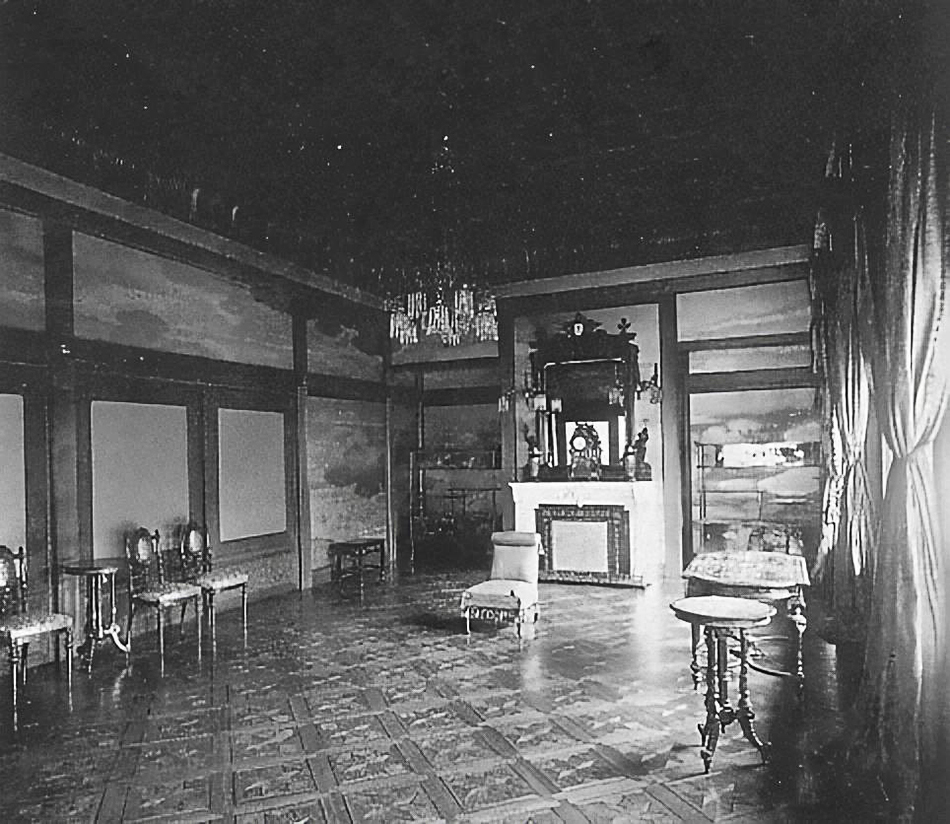
Kiri-no-Ma
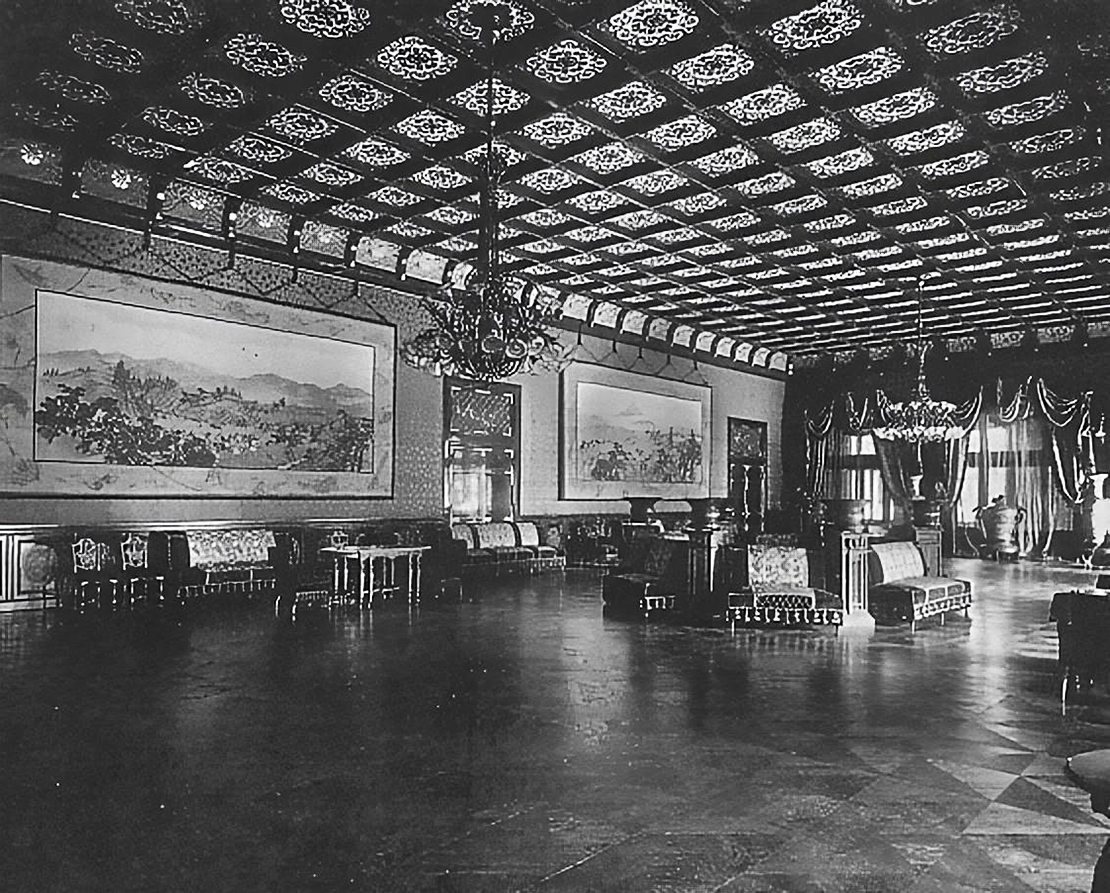
Nishidamari-no-Ma

### Palácio atual

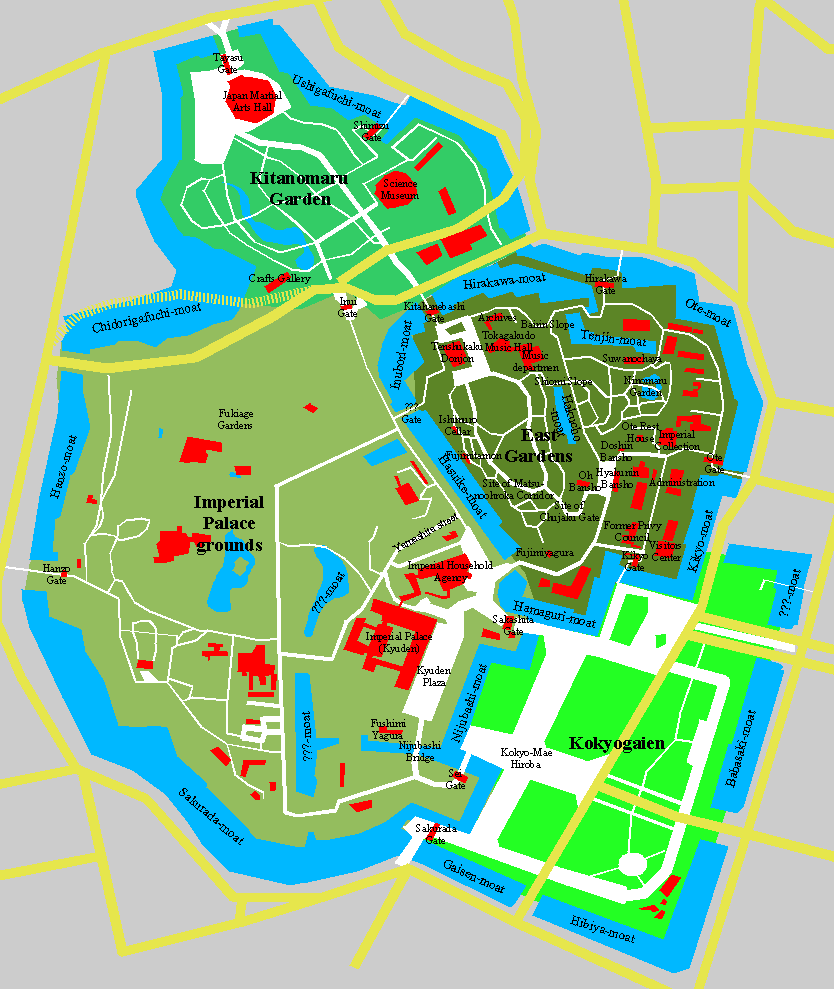
Mapa do Palácio Imperial e dos jardins circundantes.

O atual Palácio Imperial engloba os limites do Castelo de Edo original. O palácio moderno Kyūden (宮殿) desenhado para várias funções da corte imperial e recepções que eram realizadas na antiga seção de Nishinomaru. Em uma escala mais modesta, a residência do atual Imperador e imperatriz, está localizada nos Jardins Fukiage. Desenhado  pelo arquiteto japonês Shōzō Uchii, a moderna residência foi completada em 1993.
Exceto pela Agência da Casa Imperial e pelos Jardins do Leste, o palácio geralmente está fechado para o público, exceto para visitas guiadas reservadas das terça-feira aos sábados. No Ano Novo (2 de janeiro) e aniversário do Imperador, o público é permitido entrar pelo Nakamon (portão interno) onde eles reúnem no Kyuden Totei Plaza em frente ao Chowaden Hall. A Família Imperial aparece na varanda em frente a multidão e o Imperador normalmente faz um breve discurso agradecendo os visitantes, desejando-lhes boa saúde e bençãos.
Todos os anos uma convenção de poesia chamada Utakai Hajime é realizada no palácio no dia 1º de janeiro. 
O antigo Honmaru, Ninomaru, e Sannomaru compreendem agora os Jardins do Leste, uma área que contém edifícios administrativos e outros edifícios públicos.
O Parque Kitanomaru está localizado ao norte e é o antigo logal do Castelo de Edo. É um parque público e é o local do Budokan Hall. Para o sul são os Jardins exteriores do Palácio Imperial, que também são um parque público.

## Locais

### Kyūden

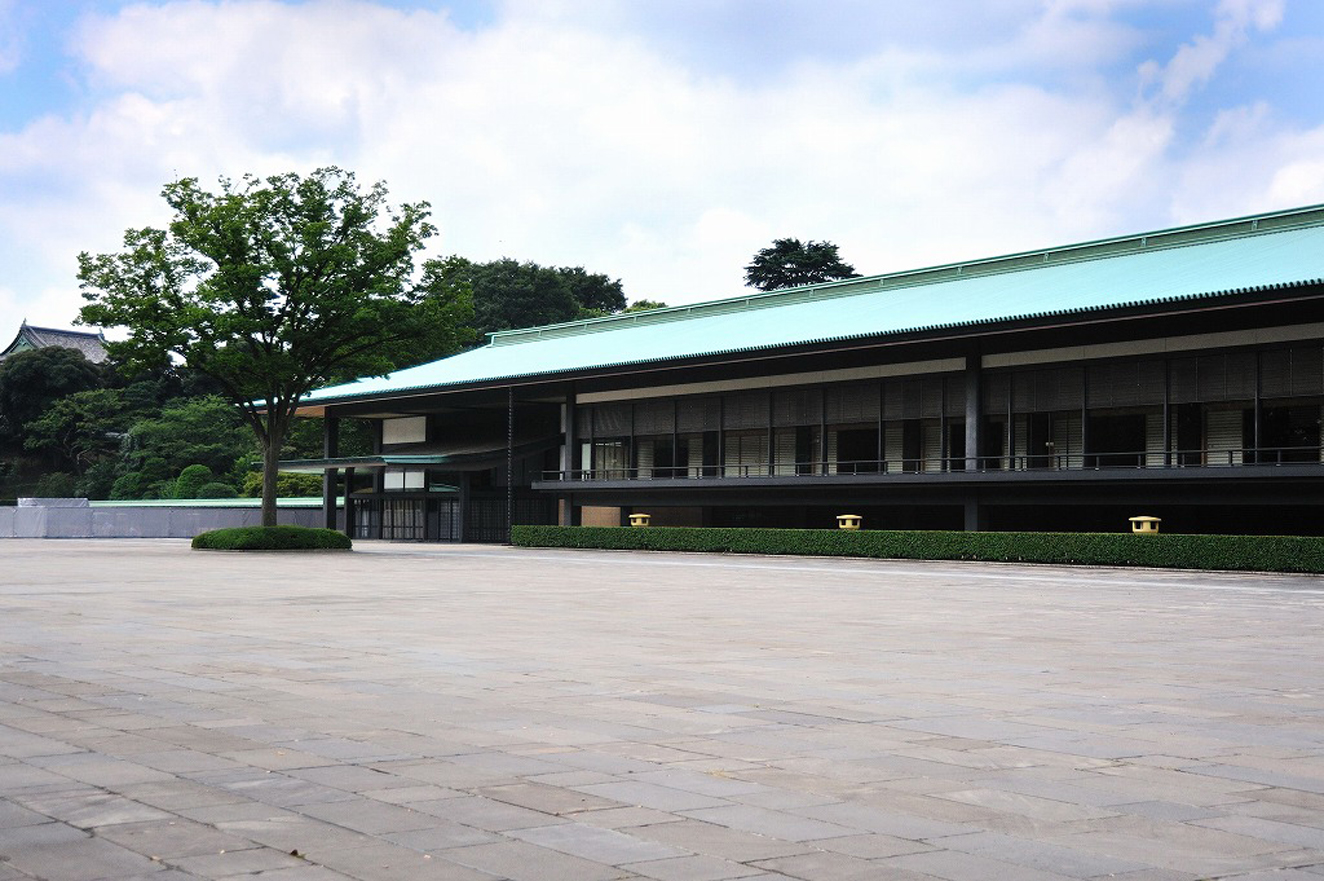
Salão de Recepções Chōwaden, a maior estrutura do palácio.

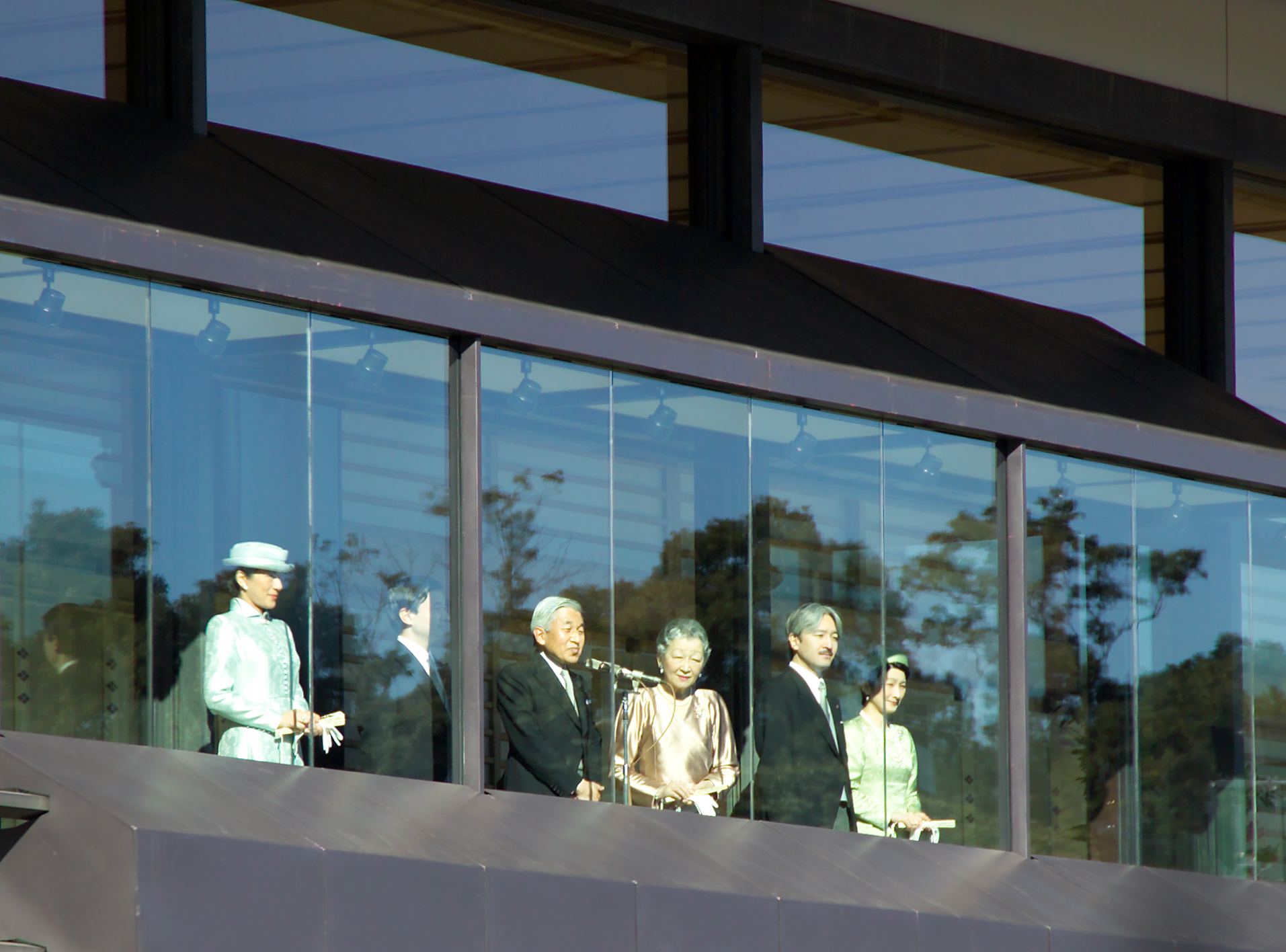
Imperador Akihito saúda o público no Salão de Recepções Chōwaden no seu aniversário de 2005.

O Palácio Imperial (宮殿 Kyūden) e a sede da Agência da Casa Imperial estão localizados no local do antigo Nishinomaru (Cidadela do Oeste) do antigo Castelo de Edo. Os prédios principais do palácio, incluindo o Kyūden (宮殿) palácio principal, sede da Agência da Casa Imperial, que foram danificados por incêndios em maio de 1945. Hoje o palácio consiste de múltiplas estruturas modernas que estão interconectadas. O complexo do palácio foi finalizado em 1968 e foi construído com estruturas de concreto armado produzidas domesticamente, com dois andares acima do solo e um abaixo. Os edifícios do Palácio Imperial foram construídos pela Corporação Takenaka em um estilo limpo do modernismo japonês, possuindo referências como o grande telhado de duas águas, colunas e vigas.
O complexo é composto por seis alas, incluido:
- Salão de Funções do Estado Seiden
- Salão de Banquetes de Estado Hōmeiden
- Salão de Recepção Chōwaden
- Sala de Jantar Rensui
- Sala de Estar Chigusa Chidori, e
- O escritório do Imperador

Salões incluem o Minami-Damari, Nami-no-Ma, múltiplos corredores, Kita-Damari, Shakkyō-no-Ma, Shunju-no-Ma, Seiden-Sugitoe (Kaede), Seiden-Sugitoe (Sakura), Take-no-Ma, Ume-no-Ma and Matsu-no-Ma.
O Kyūden é usado para recepções de estado e cerimônias de estado. The Matsu-no-Ma (Câmara de Pinheiro) é a sala do trono. O imperador dá audiências ao primeiro-ministro nesta sala, assim como designa ou demite embaixadores e ministros de Estado. É também a sala onde o Primeiro Ministro e Chefe de Justiça são nomeados para o cargo.

### Jardim Fukiage

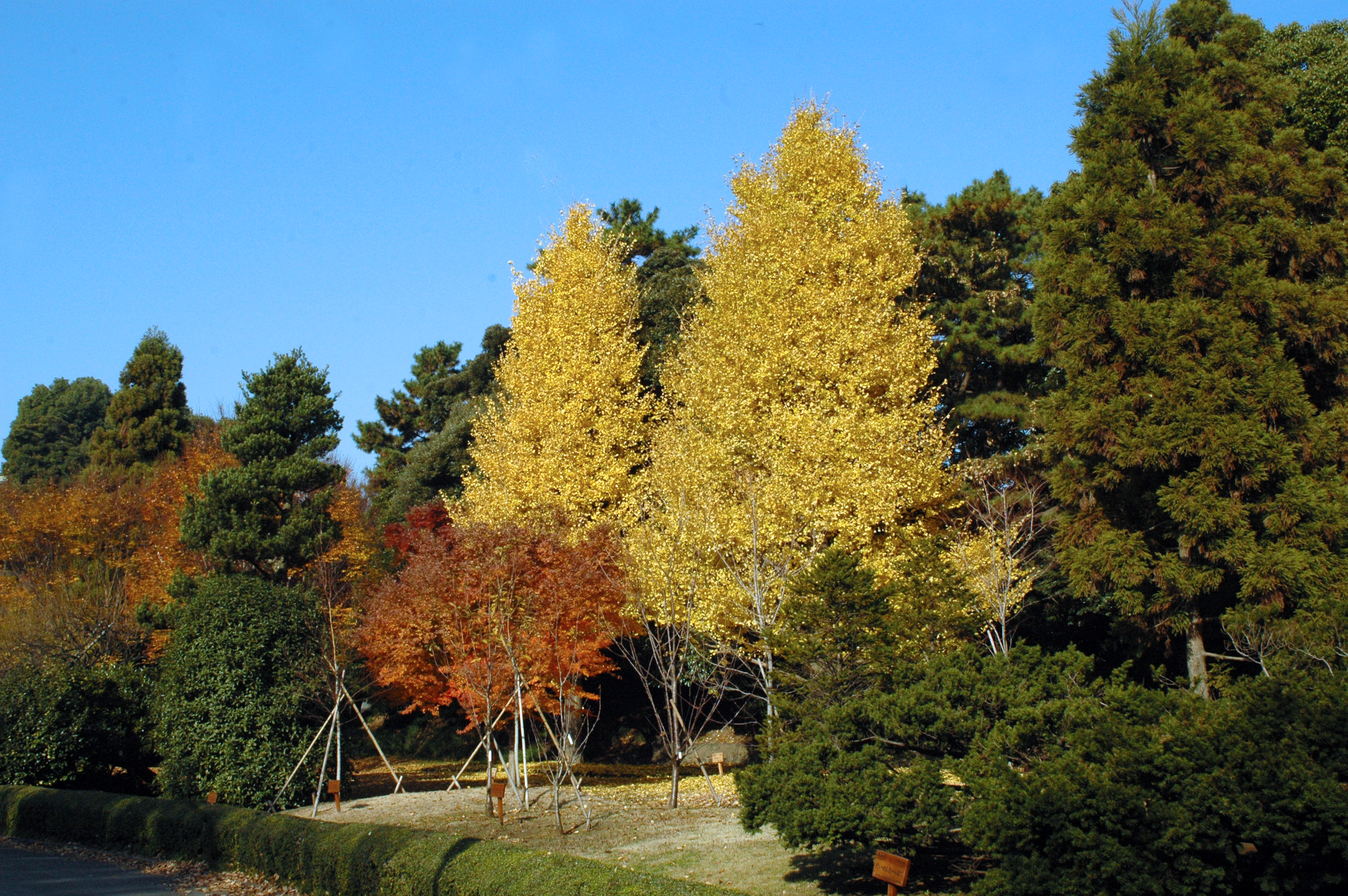
Jardim Fukiage

O jardim Fukiage carrega o nome desde o período Edo e é usado como área residencial da Família Imperial.
O Palácio Fukiage Ōmiya (吹上大宮御所 Fukiage Ōmiya-gosho) na seção norte foi originalmente a residência do Imperador Shōwa e da Imperatriz Kōjun e foi chamado de Palácio Fukiage. Depois da morte do Imperador em 1989, foi renomeado como Palácio Fukiage Ōmiyae serviu de residência para a Imperatriz Viúva até sua morte em 2000.
Os recintos do palácio incluem os Três Santuários do Palácio (殿 三 殿 Kyūchū-sanden). Partes da Regalia Imperial do Japão são mantidas aqui e o santuário desempenha um papel religioso nas entronizações e casamentos imperiais.

## Jardim do Leste

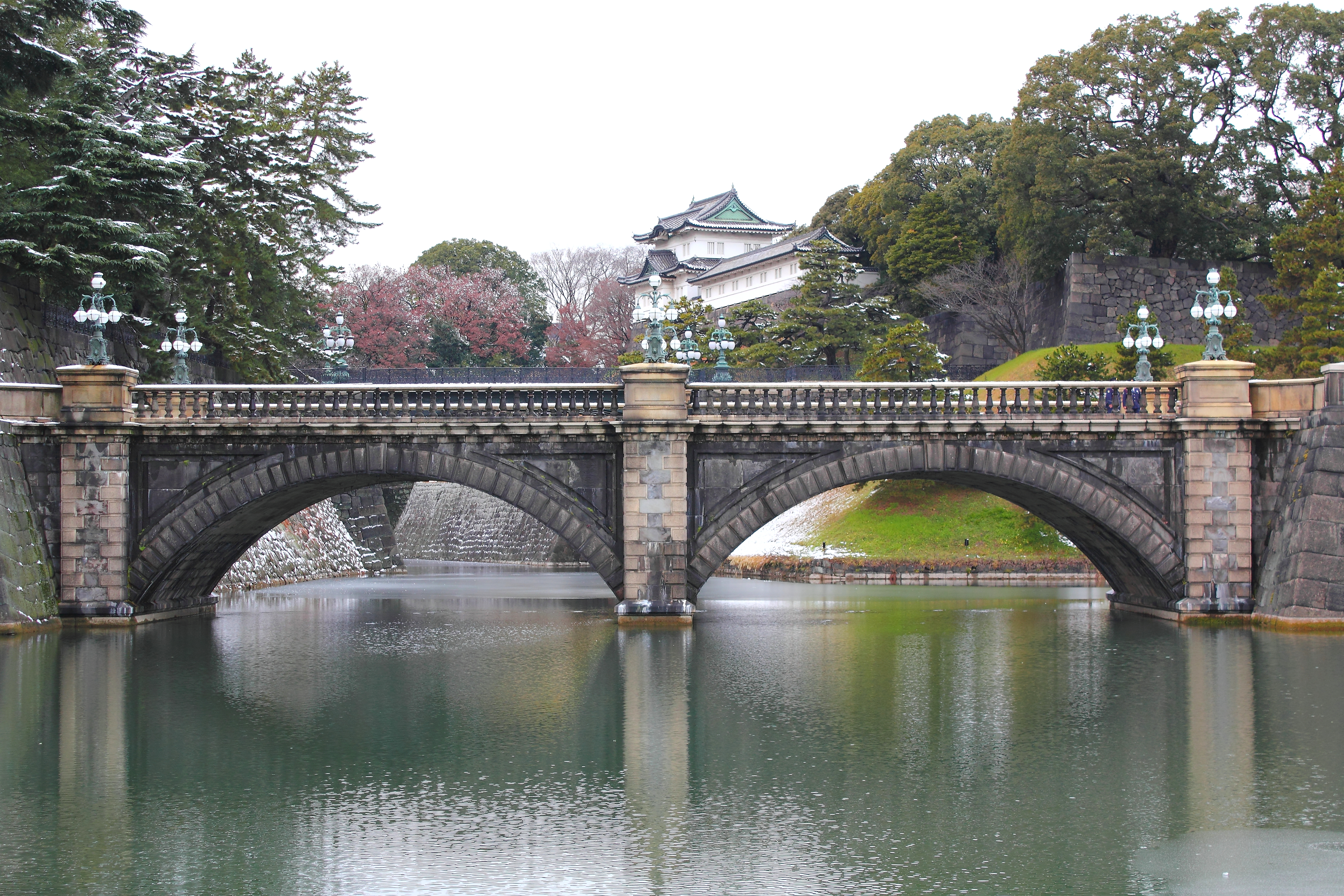
Ponte Seimon Ishibashi que leva ao portão principal do Palácio Imperial

O Jardim do Leste é onde a maioria dos edifícios administrativos esão localizados e ocupam as áreas onde ficavam os antigos Honmaru e Ninomaru do Castelo de Edo. Localizado na área do Jardim do Leste está o Salão Imperial de Música Tokagakudo, o Departamento de Musica do Conselho de Cerimônias da Casa Imperial, os Arquivos e o Departamento de Mausoléus, estruturas para os guardas, e o Museu das Coleções Imperiais.
Várias estruturas que foram adicionadas desde o período Meiji foram removidas durante os anos para permitir a construção do Jardim Leste. Em  1932, o Kuretake-ryō foi construído como um dormitório para princesas imperiais, no entanto esse edifício foi removido antes da construção dos jardins atuais. Outros edifícios, como estábulos e habitações foram removidos para criar o Jardim do Leste em sua configuração atual.
O trabalho de construção se iniciou em 1961 com novo lago no Ninnomaru, bem como os reparos e restaurações de várias estruturas que permaneceram do período Edo. Em 30 de maio de 1963, a ára foi declarada pelo governo japonês como "Relíquia Histórica Especial", sob a Lei de Proteção a Propriedades Culturais.

### Tōkagakudō (Salão de Música)
O Tōkagakudō ((桃華楽堂, Salão de Música Flor de Pêssego) está localizado ao leste da antiga torre principal do Castelo de Edo no Honmaru. Este são de música foi construído para comemorar o 60º aniversário da Imperatriz Kōjun em 6 de março de 1963. A estrutura de ferro e concreto cobre uma área total de 1254 m². O salão possuí formato octogonal e cada uma das oito paredes externas são decoradas com mosaicos de um estilo diferente. A construção se inciou em agosto de 1964 e foi completada em fevereiro de 1966.

### Jardim Ninomaru
Árvores simbólicas representando cada prefeitura do Japão foram plantadas no canto noroeste do Ninomaru. Essas árvores foram doas por cada prefeitura, são um total de 260, de 30 variedades.

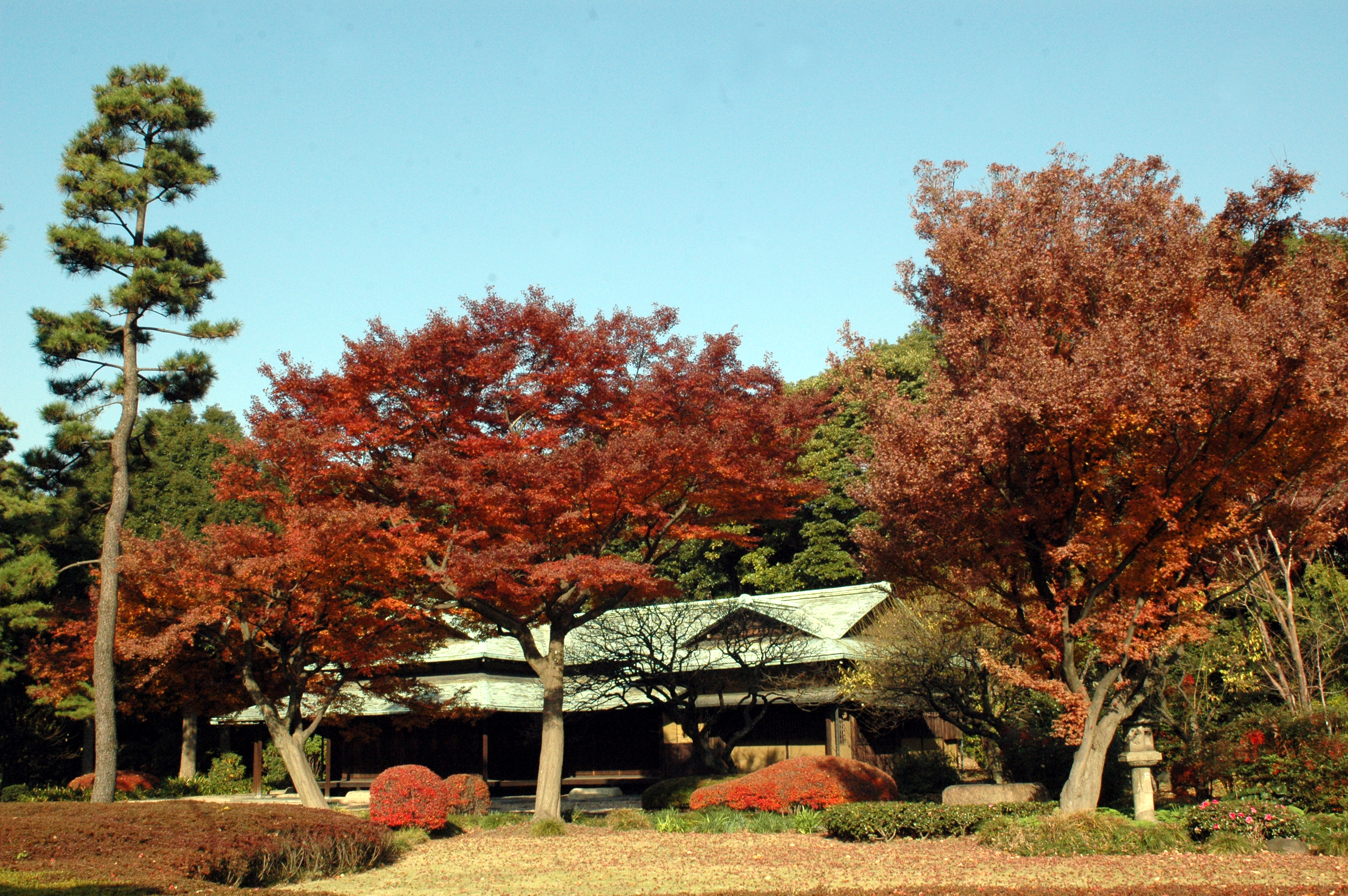
Casa de chá Suwa no Chaya

### Suwa no Chaya
O Suwa no Chaya (諏訪の茶屋) é uma casa de chá localizada no Jardim Fukiage durante o período Edo. Esta foi movida para o Palácio Akasak após a Restauração Meiji, mas foi reconstruída no local original em 1912.
Foi movida para o local atual durante a construção do Jardim do Leste.

## Kitanomaru
O Parque Kitanomaru está localizado ao norte e é o antigo local do Castelo Edo. É um parque público e localização do Nippon Budokan Hall.
Este jardim contém um monumento de bronze ao Príncipe Kitashirakawa Yoshihisa (北白川宮能久親王 Kitashirakawa-no-miya Yoshihisa-shinnō).

## Kōkyo-gaien
Ao sudeste, há os grandes jardins exteriores do Palácio Imperial, que também são um parque público e contem um monumento de bronze a Kusunoki Masashige (楠木 正 成).

## Galeria

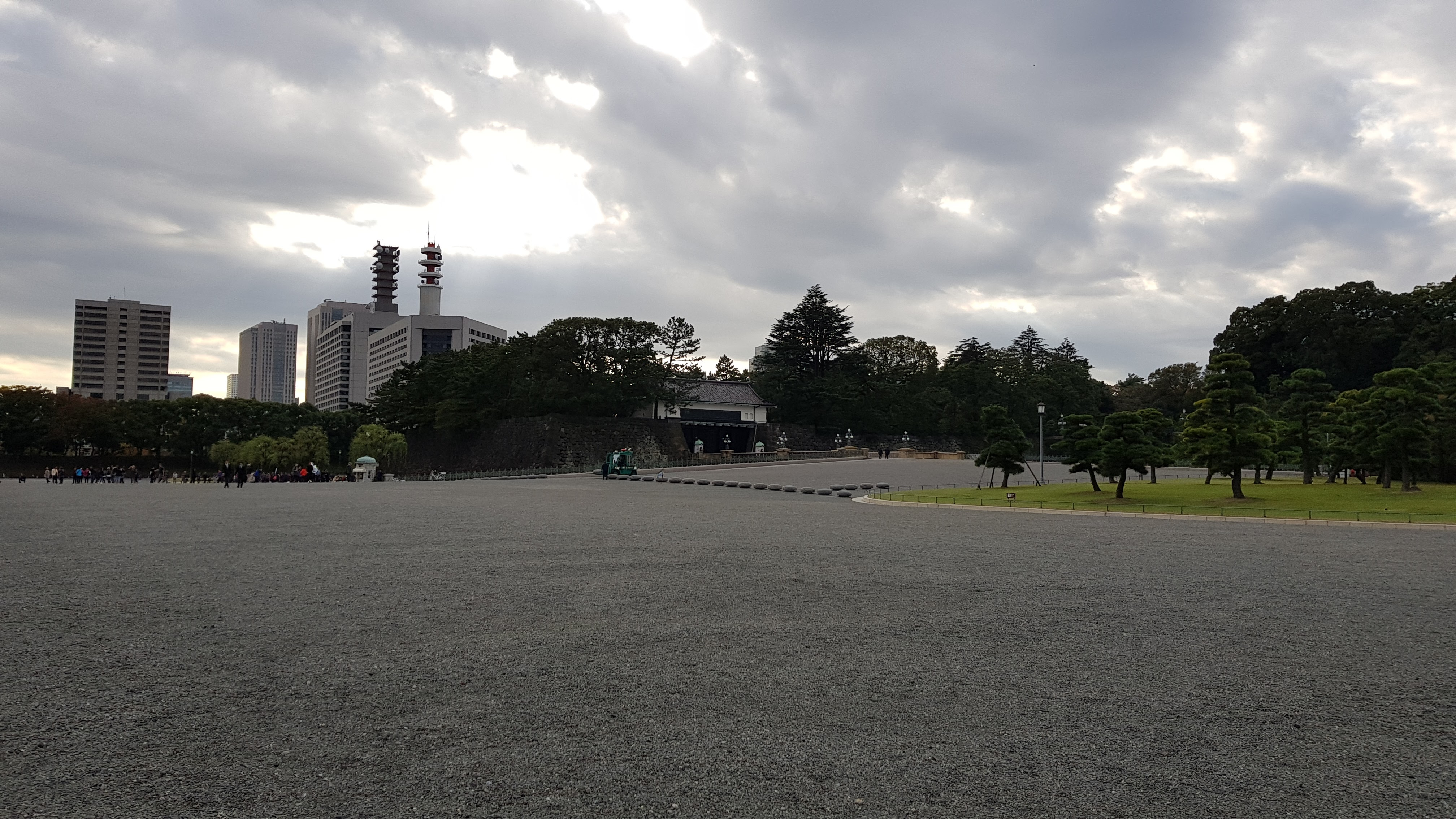
Entrada principal do Palácio Imperial
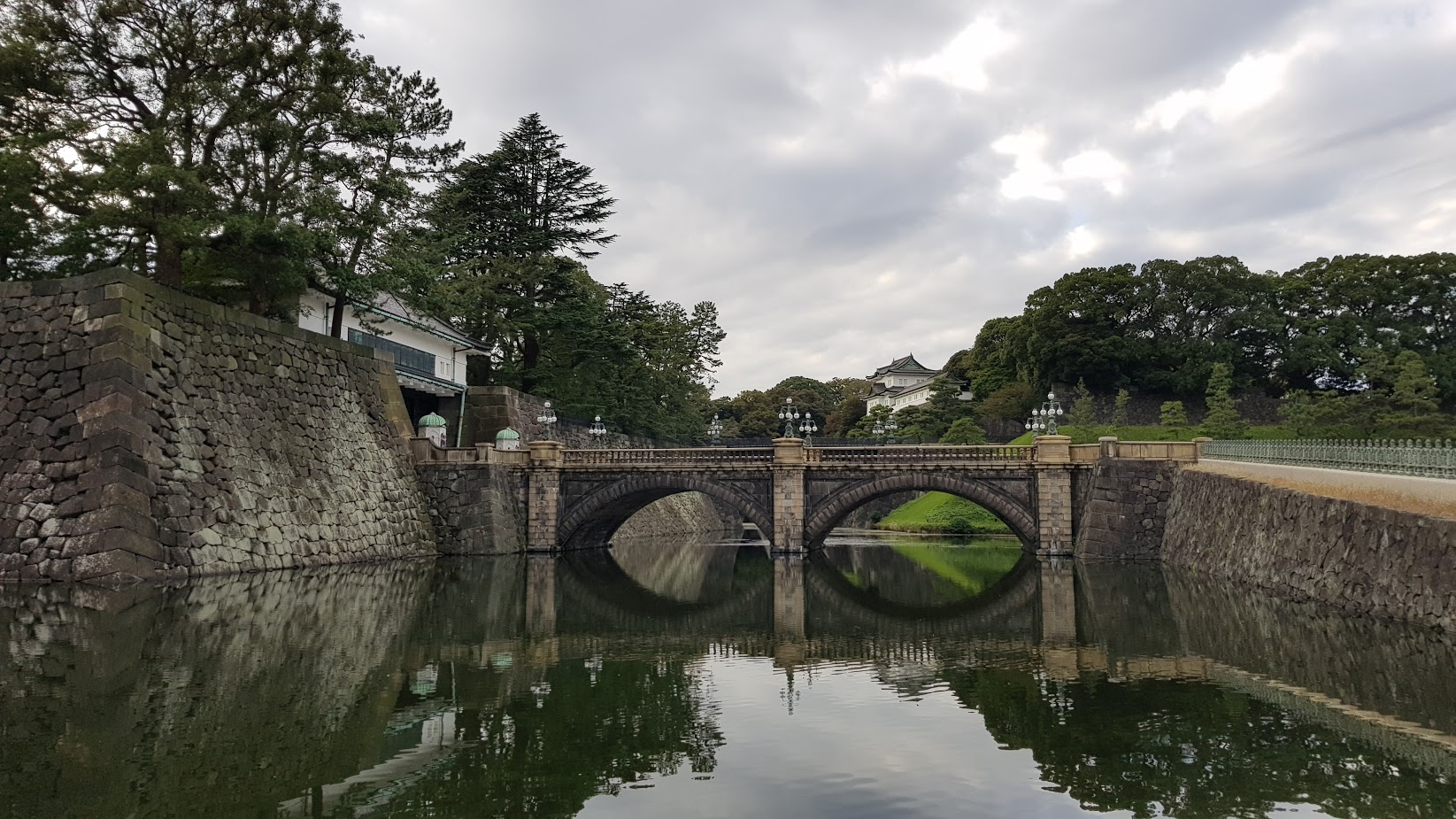
Ponte da entrada principal
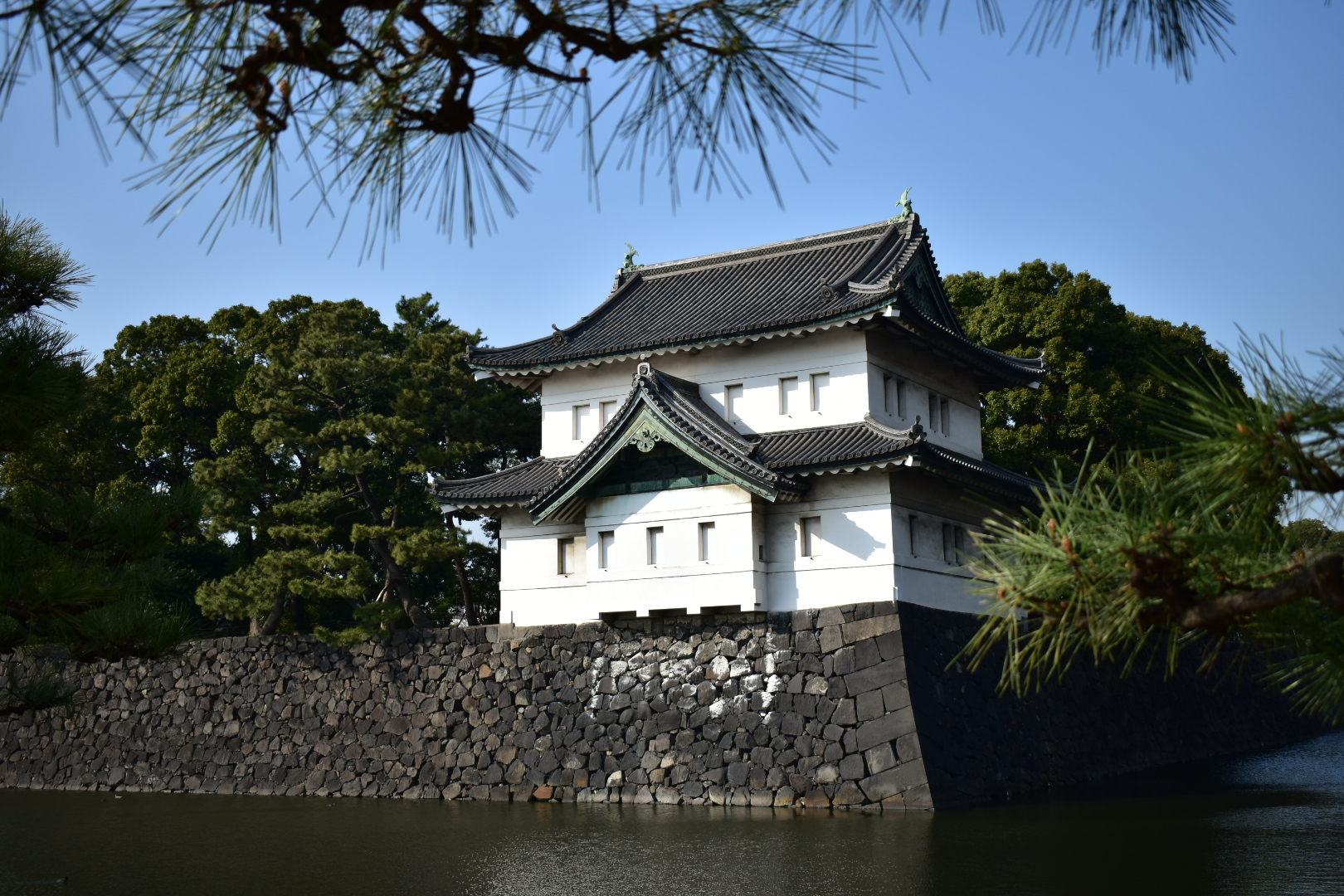
Fosso e torre de guarda
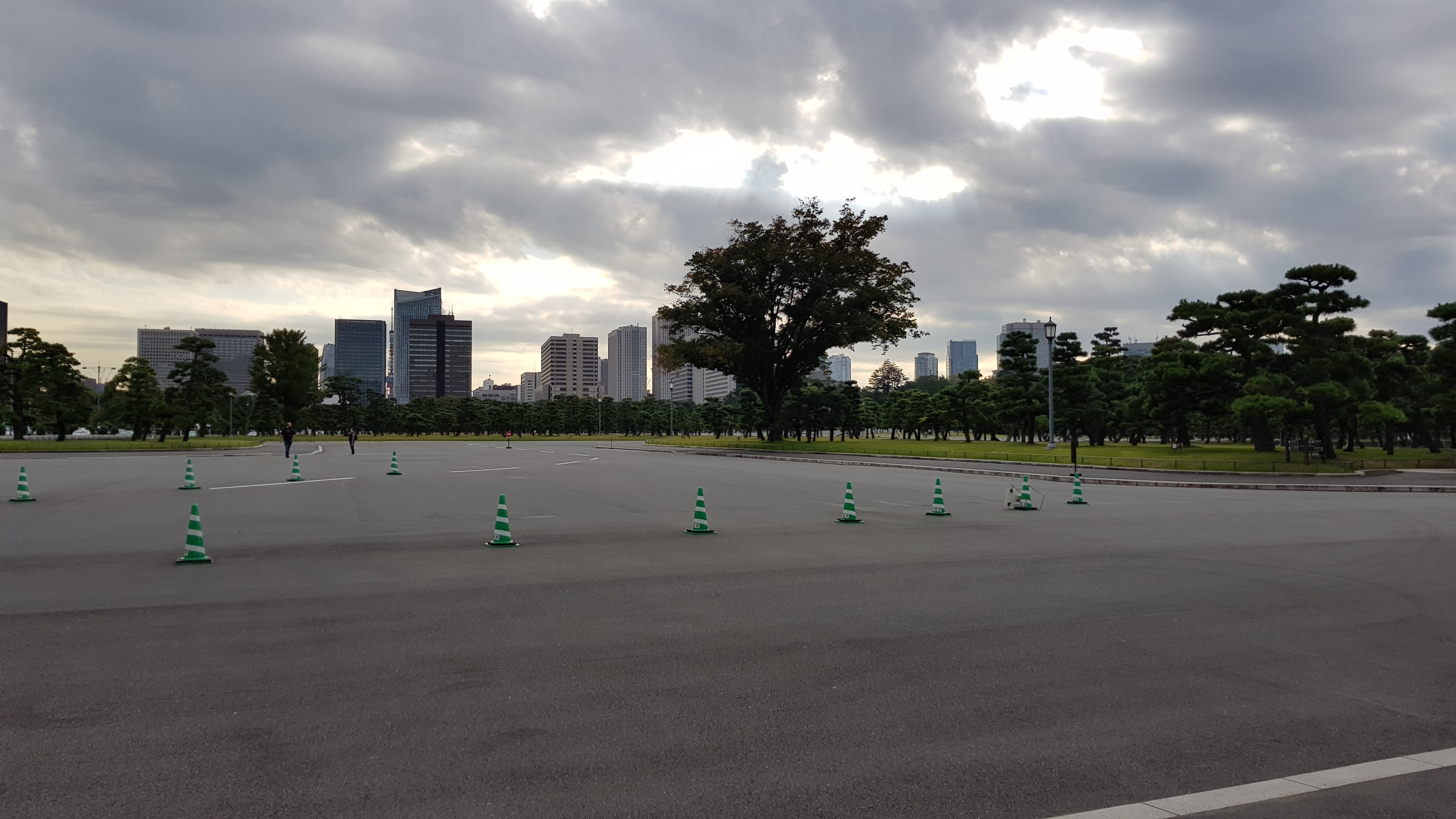
Área defronte a entrada do Palácio Imperial com os prédios comerciais de Chiyoda ao fundo
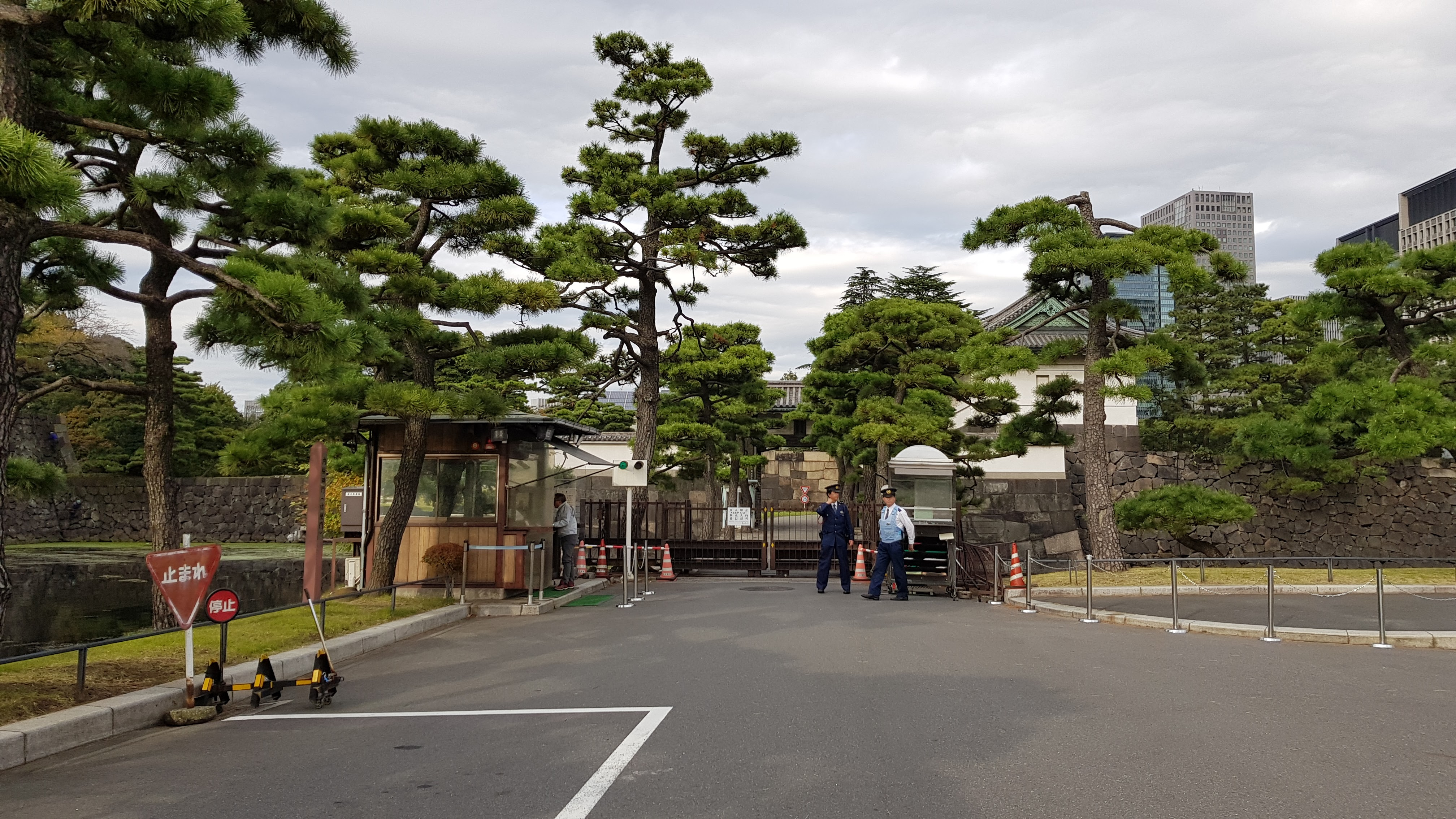
Uma das entradas para os edifícios de apoio
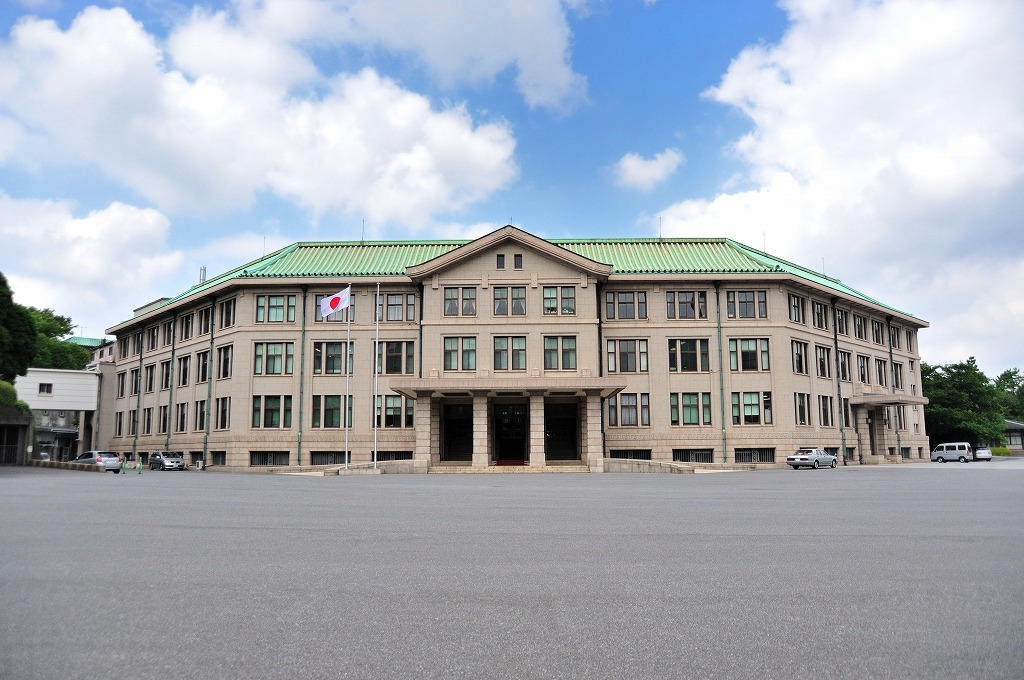
Sede da Agência da Casa Imperial
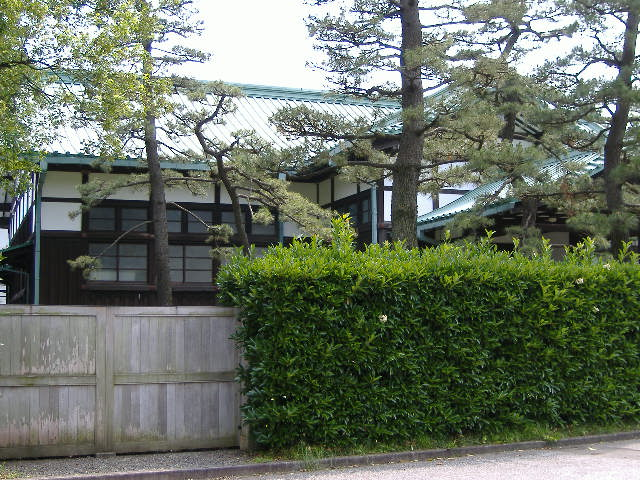
Saineikan dojo para os guardas
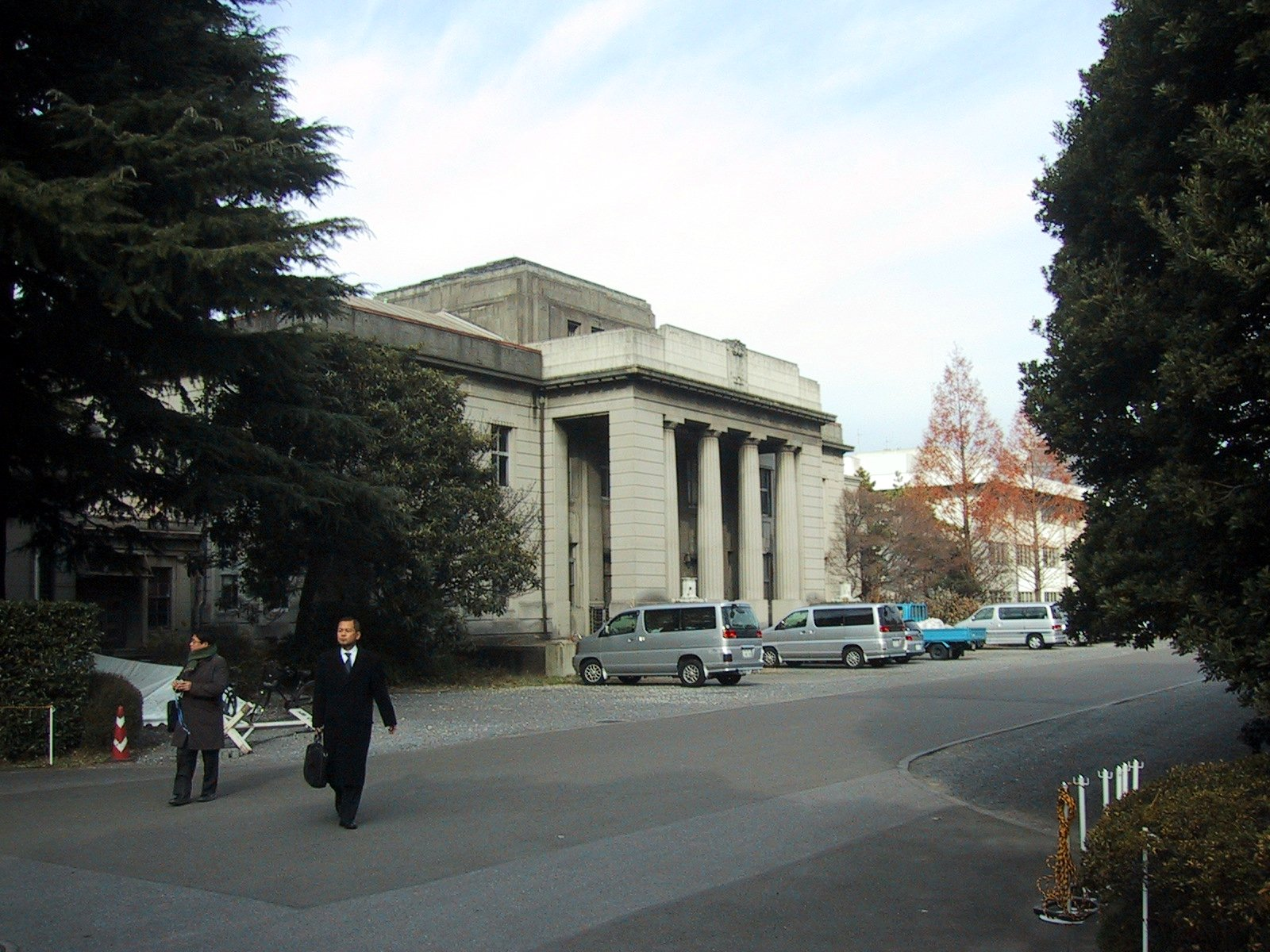
Prédio da sede original do Conselho Privado no Jardim do Leste, um dos poucos que sobreviveu a guerra
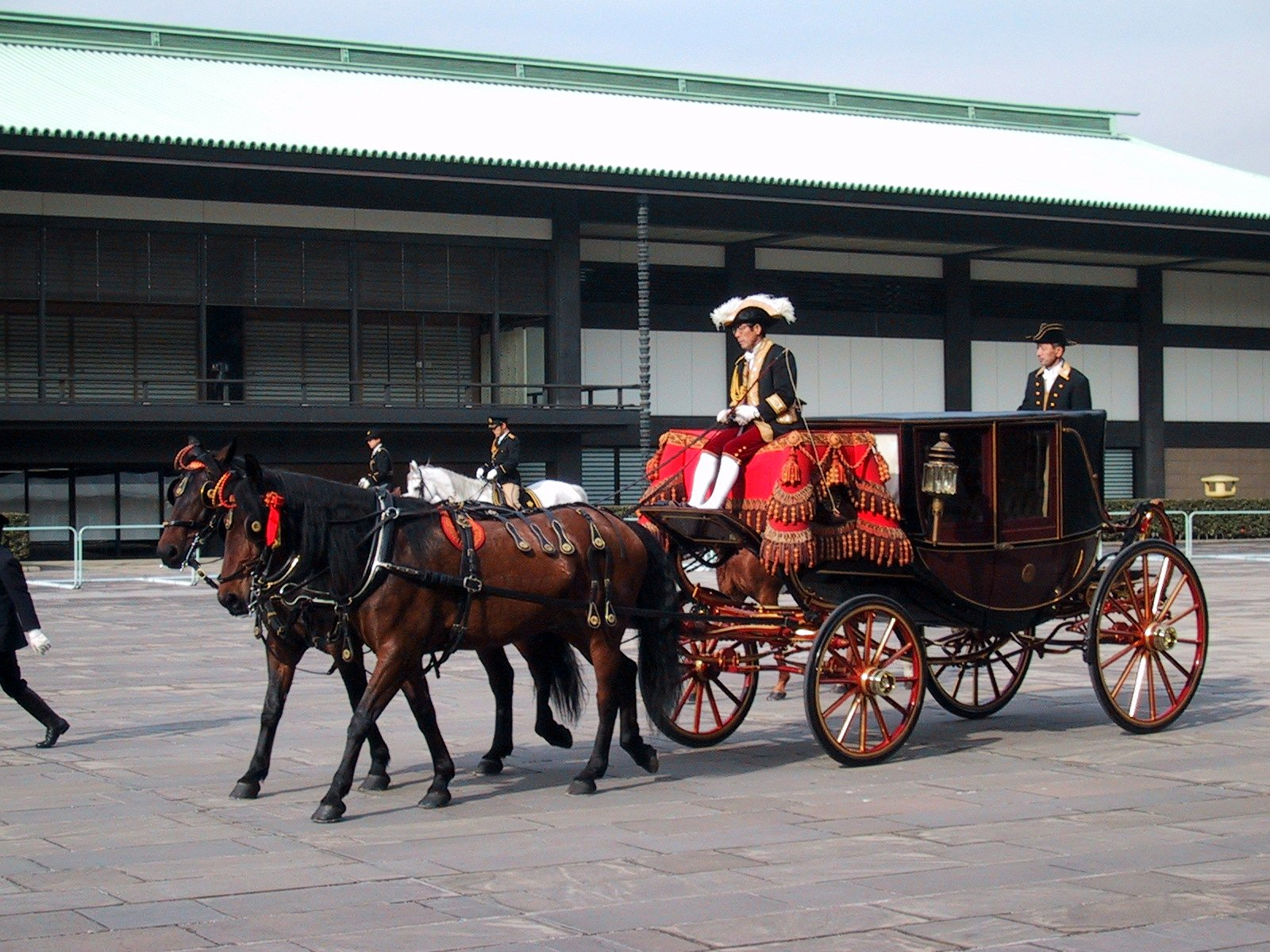
Este é um privilégio dado a cada novo embaixador que chega ao palácio para sua posse pelo acreditação pelo Imperador, ele pode escolher seguir da Estação de Tóquio até o Palácio em uma limousine ou carruagem.
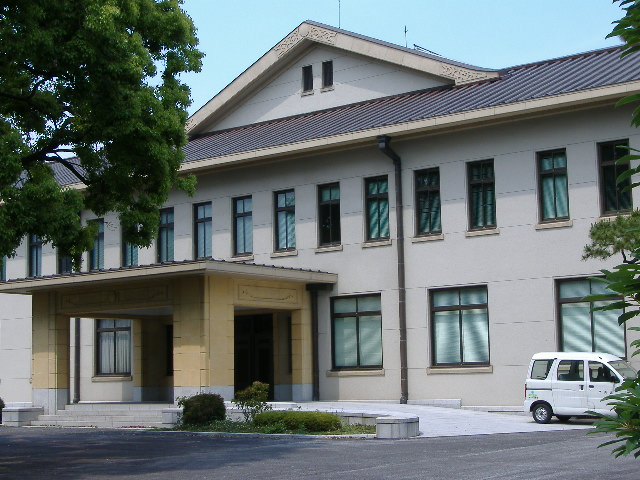
Departamento de Música de Cerimônias Imperiais
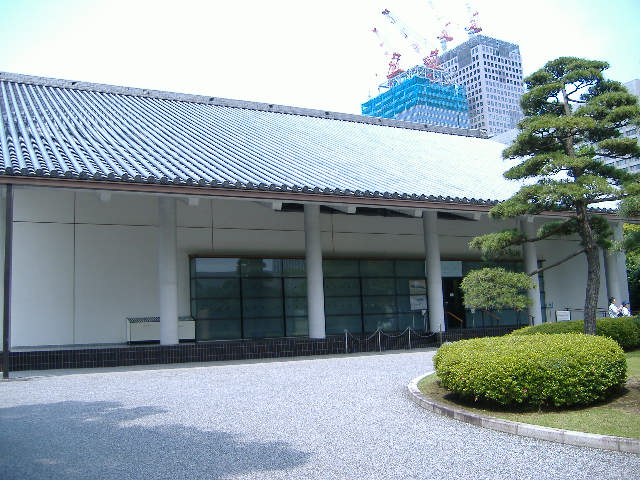
Museu das Coleções Imperiais
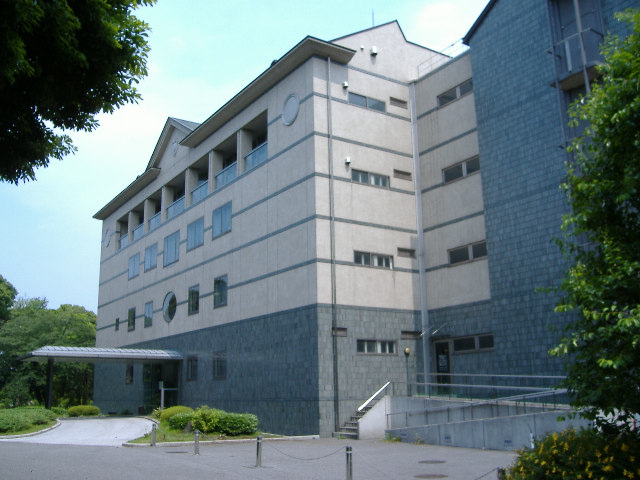
Arquivos e Departamento de Mausoléus
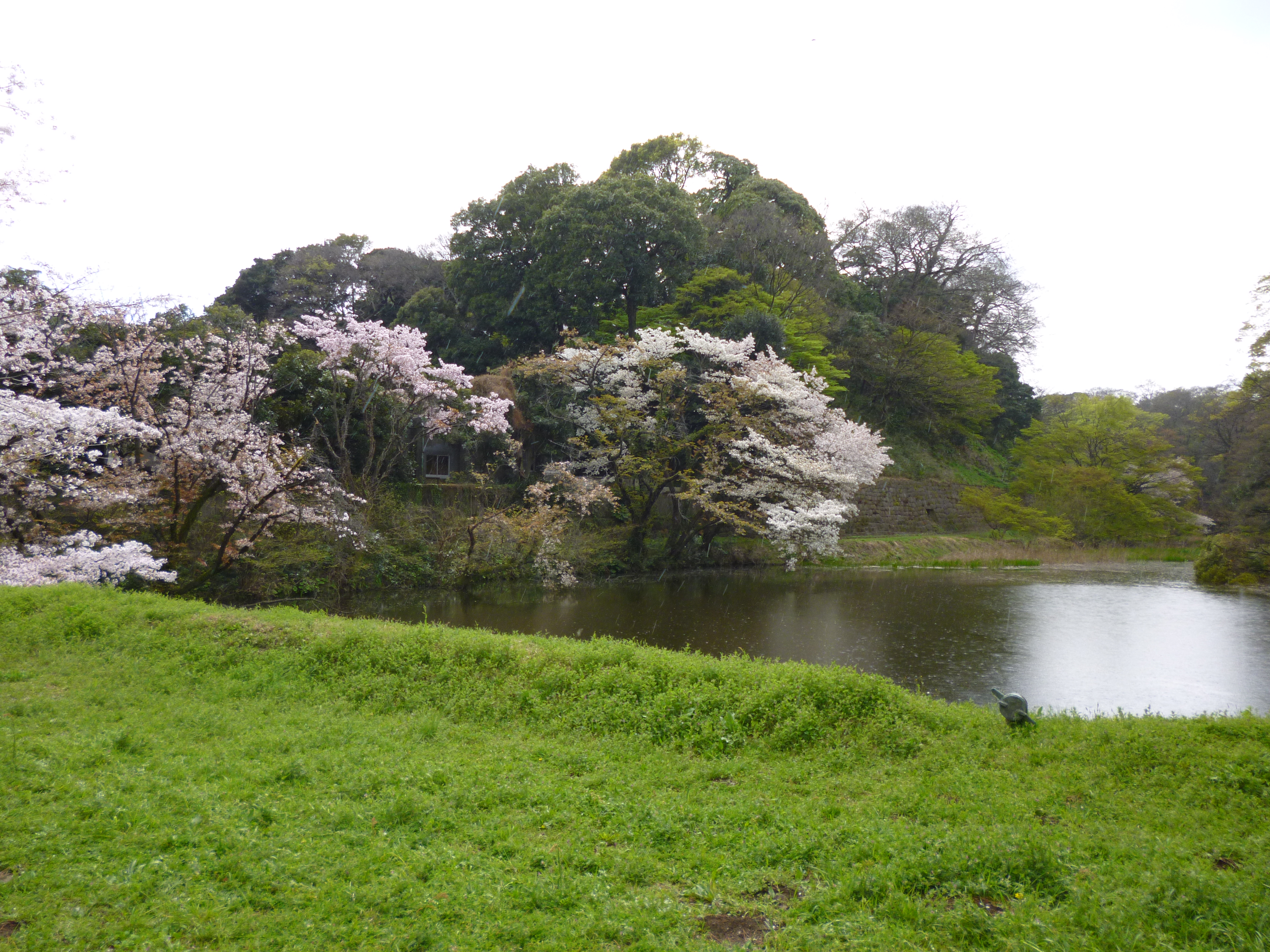
O fosso do palácio na primavera
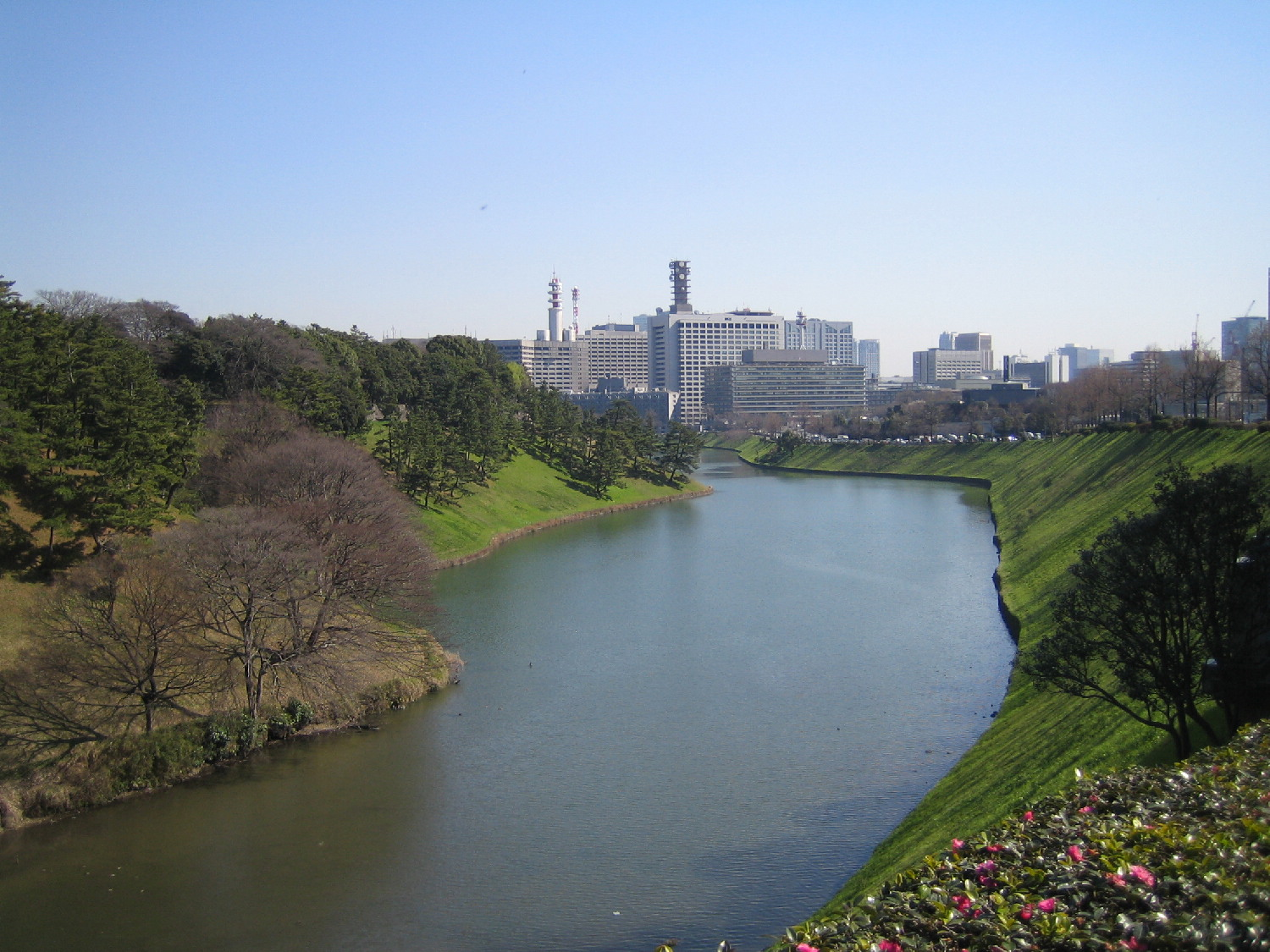
Fosso do Palácio Imperial
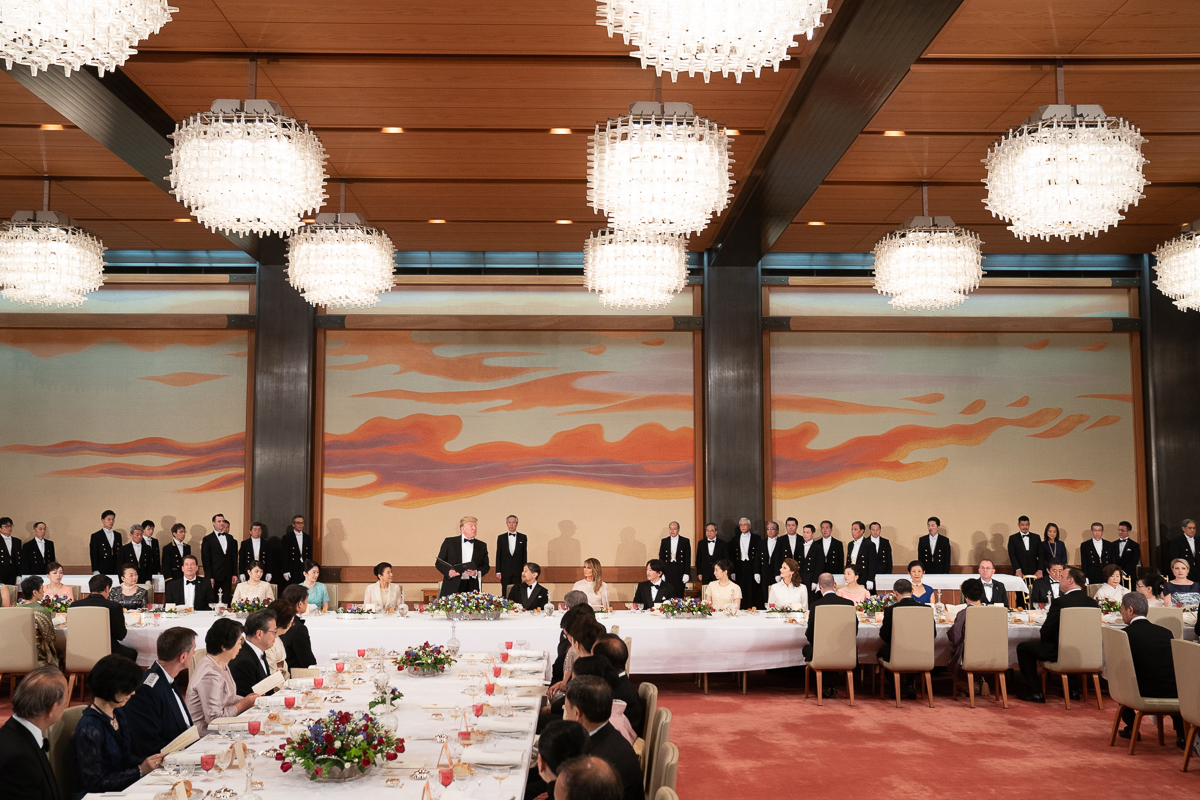
Jantar de Kōkyo
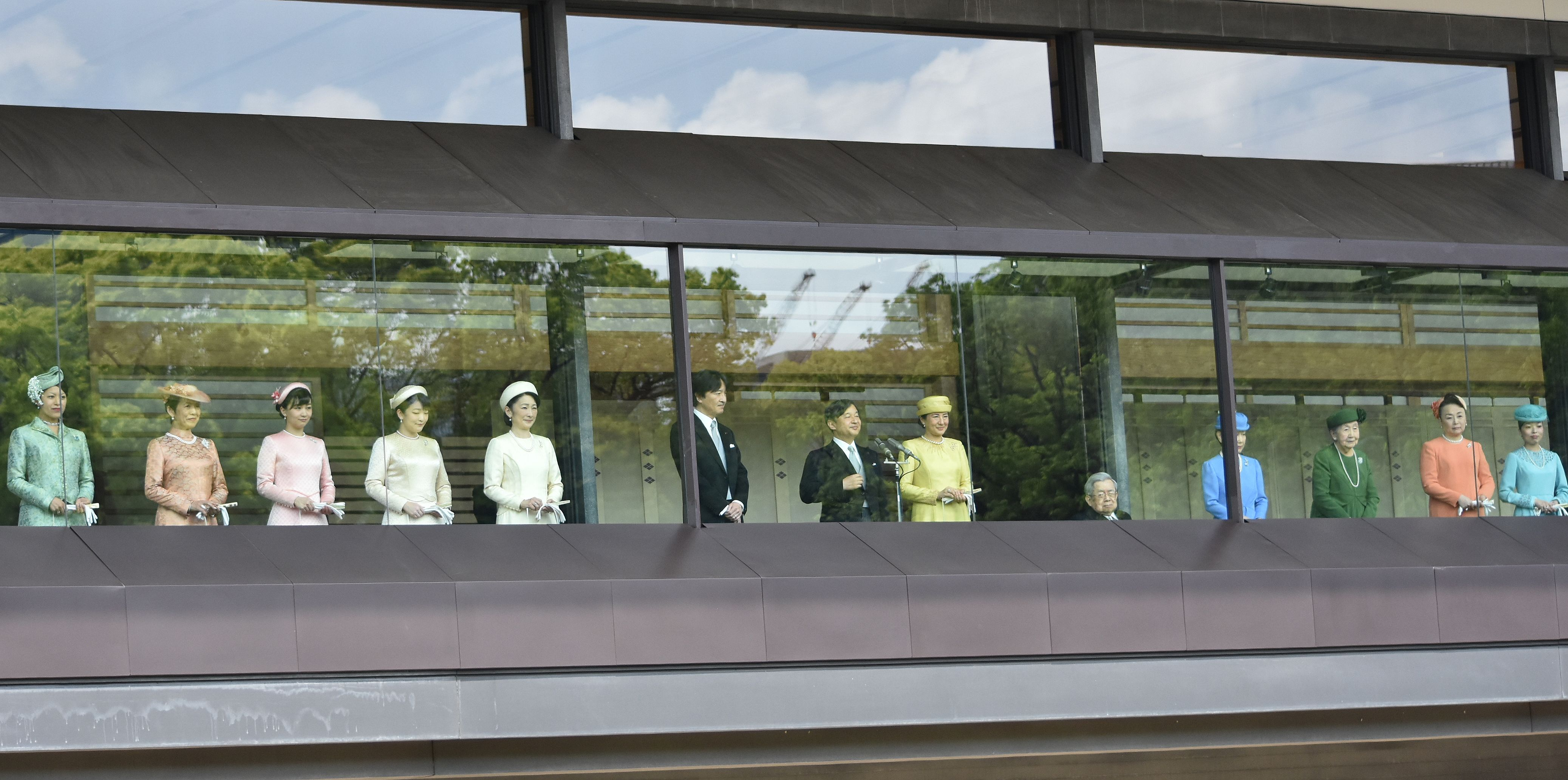